# Estación de Meidling Hauptstrasse
La estación de Meidling Hauptstrasse es una estación de la línea 4 del metro de Viena. Se encuentra en el distrito XII. Tiene conexiones con las líneas de autobús 9A, 10A, 15A y 63A.
- Datos: Q873256
- Multimedia: Meidling Hauptstraße metro station / Q873256